# 谢里夫理工大学
谢里夫理工大学（波斯語：‎）是伊朗公立研究型大学，是在伊朗名列前茅的工程和物理科学学院，被称为“伊朗的麻省理工学院”。其主校区位于首都德黑兰，另有国际校区位于波斯湾中的基什岛。
该校于1966年由穆罕默德-礼萨·巴列维建立，当时名为阿里梅尔理工大学（波斯語：‎），在1979年伊朗伊斯兰革命期间曾短暂改名为德黑兰科技大学，后为纪念被刺杀的伊朗人民圣战者组织领导人马吉德·谢里夫-瓦盖菲，改为谢里夫理工大学。
2022年，该大学拥有15个学院，在校生约10,500人，其中半数为本科生。资金由政府和部分私人捐赠者提供。其本科入学录取相当严苛，每年由伊朗科学研究与技术部组织全国入学考试，仅录取约500000考生中的前800名。在2021年全国入学考试中，全伊朗前100名的考生，有98人选择谢里夫理工大学。
在2022年世界大学学术排名中，谢里夫理工大学综合排名位列世界第500-600位，全伊朗第2位，其中土木工程位于世界前100位，机械工程位于世界前150为，水资源、冶金工程位于世界前200位。2019年泰晤士高等教育世界大学排名中位列全球400-500名，全伊朗第4，亚洲第70，在2016年全球年轻大学排行中位列第100。在2023年QS世界大学排名中位列全伊朗第一，全球第380，其石油工程位列全球第23名。

## 历史
谢里夫理工大学成立于1966年，由穆罕默德·阿里·莫杰塔赫迪博士命名为阿里梅尔理工大学，意为“雅利安之光”。当时仅有电气、冶金、机械与化学工程四个专业，通过严格的考核，遴选了54名教师和412名学生入校。 1972年，穆罕默德-礼萨·巴列维任命赛义德·侯赛因·纳斯尔为校长，其目标是建成麻省理工学院水平，为伊朗人和波斯文化服务的高校，为国家培养和提供世界级的专家人才。1974年，谢里夫理工大学在伊斯法罕建立新校区，但不久后独立成为伊斯法罕理工大学（IUT），如今伊斯法罕科技大学的校徽还与谢里夫理工大学拥有极其相似的外观。
如今，谢里夫理工大学已经发展为一所拥有15个学院的精英综合性大学。在校生约10,500人，其中博士生约700人，教职工469人。

## 校园环境

### 主校区
主校区位于塔拉什特社区，临近阿扎迪广场与德黑兰地标阿扎迪塔，该区域也是主要的交通枢纽之一。

#### 建筑

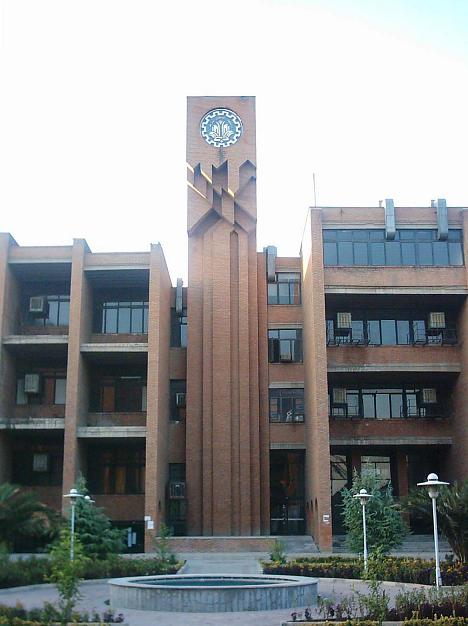
阿维森纳大楼（主教学楼）

- 谢里夫理工大学语言和语言学中心（页面存档备份，存于）
- 阿维森纳大楼（波斯語：‎）, 主教学楼，纪念9世纪波斯学者阿维森纳得名。
- 学生会大楼（沙希德·瑞扎伊大楼）
- 贾比尔·伊本·哈扬大楼，纪念8世纪波斯炼金术士贾比尔·伊本·哈扬得名。
- 阿布·拉伊汗·比鲁尼大楼，纪念11世纪波斯学者阿布·拉伊汗·比鲁尼得名。是数学科学和工业工程系楼。
- 霍德罗
- 中央图书馆
- 谢里夫理工大学清真寺
- 第一体育馆、第二体育馆
- 出版社
- 餐厅

### 国际校区
谢里夫大学还在波斯湾的基什岛设有国际校区。国际校区成立于2005年。如今国际校区有两个学院：工程与科学学院和管理学院，颁发工程学士学位，硕士学位和博士学位以及管理硕士学位。

#### 建筑
- 中央大厦
- 工程与科学学院楼
- 实验楼
- 语言中心大楼

## 学术科研

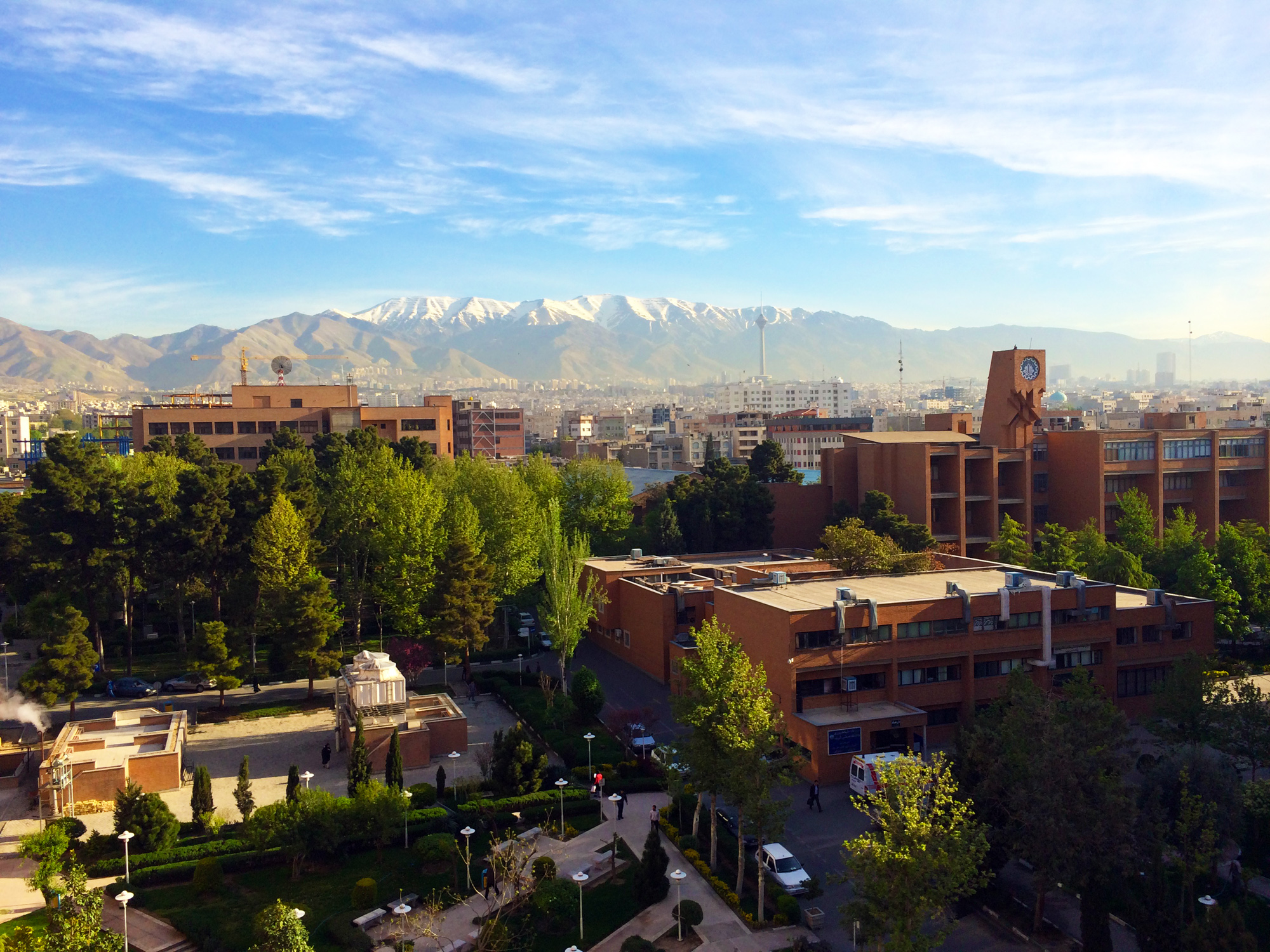
鸟瞰主校区

### 概况
目前，谢里夫大学有15个学院：
- 工程类
  - 材料科学与工程学院
  - 化学工程学院
  - 石油工程学院
  - 土木工学院程
  - 计算机工程学院
  - 电气工程学院
  - 工业工程学院
  - 机械工程学院
  - 航空航天工程学院

- 自然科学和数学类
  - 化学学院
  - 物理学院
  - 数学学院

- 人文科学类
- 管理与经济学院
- 语言与语言学学院（页面存档备份，存于）
- 科学哲学学院（仅研究生）

### 附属科研机构
谢里夫理工大学积极建立各类科研机构。这些科研机构由大学直接或间接提供研究资金，但在成立的头几个月会接受社会企业的研发项目。其中多数研究人员都是谢里夫理工大学的学生，也有少量的毕业校友和其他大学的学生。
以下是谢里夫理工大学附属科研机构名单：
- 科研院所
  - 高级通信研究所（ACRI）
  - 电子研究所（ERI）
  - 纳米科学与纳米技术研究所（INST）
  - 交通研究所 （ITSR）
  - 科学技术产业政策研究所（RISTIP）
  - 谢里夫先进技术孵化器（SATI）
  - 谢里夫能源研究所（SERI）
  - 谢里夫经济与工业研究所（SIEIS）

- 研究中心
  - 先进信息与通信技术中心（AICT）
  - 生物工程与健康系统研究中心（BEHSRC）
  - 技术研究中心（CTS）
  - 海洋工程研究中心（MERC）
  - 电网管控研究中心（PGMCRC）
  - 水与能源研究中心（WERC）

- 卓越中心
  - 航空航天系统卓越中心 (CEAS)
  - 生物工艺技术卓越中心（生物技术）
  - 离散结构和计算卓越中心 (CEDSC)
  - 多址通信系统卓越中心 (CEMACS)
  - 纳米结构卓越中心 (COE)
  - 结构与地震工程卓越中心 (CESEE)
  - 能源转换卓越中心 (CEEC)
  - 信息安全和密码学卓越中心
  - 设计、机器人和自动化卓越中心 (CEDRA)
  - 计算机系统和凝聚态卓越中心 (CSCM)
  - 电力系统管理和控制卓越中心 (CEPSMC)
  - 船舶流体动力学和动力学卓越中心 (MERC)

- 谢里夫孵化器

谢里夫孵化器成立于 2003 年。为谢里夫理工大学新兴公司提供办公场所，并提供各种教育、咨询、广告、营销和网络服务，以帮助初创企业成长，降低产品商业化过程中的风险和成本。
迄今为止，已有330家技术单位受益于谢里夫孵化器的服务，目前已有超过64家初创公司落户该孵化器。2019年，孵化器总面积达到5000多平方米。

## 师生校友

### 历任校长
| 校长                                 | 任期       | 毕业院校                                           | 专业           |
| ------------------------------------ | ---------- | -------------------------------------------------- | -------------- |
| 穆罕默德·阿里·莫杰塔赫迪             | 1965–1967  | 法国北部里尔大学                                   | 机械工程       |
| 法兹卢拉·雷扎                        | 1967       | 纽约大学                                           | 网络与信息理论 |
| 穆罕默德-雷扎·阿明                   | 1968–1972  | 加利福尼亚大学伯克利分校                           | 物理学         |
| 侯赛因·纳斯尔                        | 1972–1975  | 麻省理工学院                                       | 物理学         |
| 梅赫迪· 扎尔加梅                     | 1975–1977  | 伊利诺伊大学厄巴纳-尚佩恩分校                      | 结构工程       |
| 阿里莱扎·梅赫兰                      | 1977–1978  | 日内瓦大学                                         | 生物物理学     |
| 侯赛因·阿里·昂瓦里                   | 1978–1979  | 国立高等电力技术、电子学、计算机、水力学与电信学校 | 电气工程       |
| 阿里·穆罕默德·兰吉巴                 | 1979–1980  | 伦敦帝国学院                                       | 电气工程       |
| 阿巴斯·昂瓦里                        | 1980–1982  | 查尔摩斯工学院                                     | 物理学         |
| 阿里·阿克巴·萨利希                   | 1982–1985  | 麻省理工学院                                       | 核工程         |
| 阿巴斯·昂瓦里                        | 1985–1989  | 查尔摩斯工学院                                     | 物理学         |
| 阿里·阿克巴·萨利希                   | 1989–1993  | 麻省理工学院                                       | 核工程         |
| 穆罕默德·埃特马迪                    | 1993–1995  | 加利福尼亚大学洛杉矶分校                           | 电子技术       |
| 赛义德·哈提博莱斯拉姆·萨德尔内兹哈德 | 1995–1997  | 麻省理工学院                                       | 冶金工程       |
| 赛义德·索赫拉卜普尔                  | 1997–2010  | 加利福尼亚大学伯克利分校                           | 机械工程       |
| 雷扎·罗斯塔·阿扎德                   | 2010–2014  | 滑铁卢大学                                         | 化学工程       |
| 穆罕默德·福图希·菲鲁扎巴德           | 2014年至今 | 萨斯喀彻温大学                                     | 电气工程       |

### 知名校友
谢里夫理工大学培养了大批知名学者。其中包括斯坦福大学的已故数学教授玛丽安·米尔札哈尼，是第一位获得菲尔兹奖的女数学家。另外还有美国南加州大学电气和计算机工程系教授 Salman A. Avestimehr、加州理工学院电子工程教授 Azita Emami、宾夕法尼亚大学化学系教授 Zahra Fakhraai等。
许多谢里夫理工大学校友在工商界活跃，如帕尔斯石油公司董事阿克巴·托尔坎、霍德罗董事总经理曼诺切赫尔·曼特吉、赛帕前董事总经理艾哈迈德·加莱巴尼、伊朗国家石油公司常务董事梅赫迪·米尔·莫埃齐等。
许多谢里夫理工大学校友在政界颇有成就，如前高等教育部长、前德黑兰市议会议员穆罕默德-阿里·纳杰菲，前工业和矿业部长艾沙格·贾汉基里，前伊朗海军司令阿巴斯·莫赫塔杰等。
此外，伊朗境外的某些反对派领导人也有谢里夫理工大学校友。如伊朗库尔德斯坦科马拉党前领导人莫斯塔法·索尔塔尼，伊朗人民圣战者组织领袖玛丽亚姆·拉贾维等。
进军体育界的知名校友有伊朗国家男子足球队前队员，前主教练阿里·代伊，国际象棋手埃勒尚·莫尔迪等。